# Mikel Gaztañaga
Gaztañaga  Etxeberria est un nom espagnol. Le premier nom de famille, en général paternel, est Gaztañaga ; le second, en général maternel, souvent omis, est Etxeberria.
Mikel Gaztañaga Etxeberria est un coureur cycliste espagnol né le 30 décembre 1979 à Itsasondo. Il devient professionnel en 2002 au sein de l'équipe Matesica-Aboboda. Il est ensuite passé dans les équipes Cafés Baqué, ATOM, Agritubel et Contentpolis-Ampo. Il arrête sa carrière en 2009, et devient par la suite directeur sportif dans la formation Caja Rural-Seguros RGA. Depuis 2015 il est directeur sportif de la formation Ampo-Ordizia.

## Palmarès sur route

### Palmarès amateur
- 2002
  - 2e de Pampelune-Bayonne
- 2003
  - Gran Premio San José
  - 7e étape du Circuito Montañés
  - 3e étape du Tour de Navarre
  - 3e étape du Tour de Tolède
  - 2e étape du Tour de Palencia
  - 2e de Tarbes-Sauveterre
  - 2e du Circuito de Pascuas
  - 2e de l'Andra Mari Sari Nagusia
  - 3e du Grand Prix Macario

### Palmarès professionnel
- 2006
  - Circuit de Getxo
  - Tour de Vendée
  - 3e étape du Tour de la communauté de Madrid
  - 2e de la Roue tourangelle
  - 3e du Tour du Finistère
- 2007
  - Tour de Vendée
  - 1re étape du Grande Prémio Internacional Paredes Rota dos Móveis
- 2008
  - Classic Loire-Atlantique
- 2009
  - 3e du Circuit de Getxo

### Résultats dans les grands tours

#### Tour d'Espagne
1 participation 
- 2009 : abandon (9e étape)

### Classements mondiaux
| Année           | 2005 | 2006 | 2007 | 2008 | 2009 |
| --------------- | ---- | ---- | ---- | ---- | ---- |
| UCI Europe Tour | 309e | 19e  | 73e  | 310e | 257e |

## Palmarès sur piste

### Championnats nationaux
- 2002
  - 2e du championnat d'Espagne du scratch
- 2003
  - 2e du championnat d'Espagne de l'américaine
  - 3e du championnat d'Espagne du scratch
- 2005
  -  Champion d'Espagne de l'américaine (avec Asier Maeztu)
- 2006
  - 2e du championnat d'Espagne de l'américaine
  - 3e du championnat d'Espagne de course aux points